# Marcel Dalio
Marcel Dalio (* 17. Juli 1900 in Paris als Israel Moshe Blauschild; † 20. November 1983 ebenda) war ein französischer Schauspieler. Er spielte unter anderem wichtige Rollen in den Jean-Renoir-Filmen Die große Illusion und Die Spielregel.

## Leben
Dalio wuchs als Sohn rumänischer Einwanderer in Paris auf. Er besuchte dort das Konservatorium und begann danach eine Schauspielausbildung. In den 1920er Jahren war er als schwarzgelockter junger Mann in diversen Revuen und Cabaret-Programmen zu sehen. 1931 gab Dalio sein Debüt beim Film. In der zweiten Hälfte der 1930er Jahre spielte er seine wohl besten Rollen, in Robert Siodmaks Weiße Fracht für Rio und in Julien Duviviers Pépé le Moko – Im Dunkel von Algier. Nachdem er in Jean Renoirs Die große Illusion den Rosenthal gegeben hatte, besetzte ihn Renoir in Die Spielregel bewusst gegen das Rollenklischee. Dalio spielte den Marquis de la Cheyniest, den Gastgeber der Jagdgesellschaft, als umtriebigen Hausherrn und eben nicht als vornehmen Adligen. Nach dieser wohl größten Rolle seiner Karriere konnte Dalio aber keinen Starruhm genießen. Nach 27 Rollen im französischen Film musste er zur Zeit des Zweiten Weltkriegs als Jude Frankreich Hals über Kopf verlassen. Er ging nach Hollywood; seine Familie, die er in Frankreich zurückgelassen hatte, starb in den Konzentrationslagern der Nationalsozialisten.
In Hollywood spielte er den typischen oder zumindest den Klischees entsprechenden Franzosen, war unter anderem als Restaurantbesitzer, Modeschöpfer oder Barkeeper zu sehen. In Casablanca gab er den Croupier in Rick’s Cafe und in Haben und Nichthaben war er als Hotelbesitzer Frenchy zu sehen, der sich im Widerstand gegen die Nazis engagiert. Nach dem Krieg spielte Dalio in Frankreich und in den USA meist zwielichtige Filmfiguren aus der Halbwelt. In den 1970er Jahren übernahm er auch komische Rollen in Filmen mit Louis de Funès, unter anderem war er der echte Rabbi Jacob in Die Abenteuer des Rabbi Jacob und Schneider in Brust oder Keule.
Neben seinen Rollen in über 170 Filmen wirkte Dalio auch in Theaterproduktionen mit; insbesondere der Theaterregisseur Roger Planchon arbeitete häufig mit ihm. Dalios Memoiren sind unter dem Titel Mes années folles erschienen. 
Der Künstlername Dalio entstand als Spitzname in Anlehnung an den Danilo der Operette Die lustige Witwe. Marcel Dalio war mit der französischen Schauspielerin Madeleine Lebeau verheiratet. Sie trennten sich 1942.

## Filmografie (Auswahl)
- 1931: Le collier (Kurzfilm)
- 1932: Une nuit à l'hôtel
- 1934: Les Affaires publiques (Kurzfilm)
- 1936: Beethovens große Liebe (Un grand amour de Beethoven)
- 1937: Pépé le Moko – Im Dunkel von Algier (Pépé le Moko)
- 1937: Weiße Fracht für Rio (Cargaison blanche)
- 1937: Die Perlen der Krone (Les Perles de la couronne)
- 1937: Die große Illusion (La grande illusion)
- 1937: Nächte in Neapel (Naples au baiser de feu)
- 1938: Das Freudenmädchen von Tunis (La Maison Du Maltais)
- 1938: Theaterliebe (Entrée des artistes)
- 1939: Die weiße Sklavin (Pasha’s Wives)
- 1939: Die Spielregel (La Règle du jeu)
- 1941: Tödlicher Pakt (Unholy Partners)
- 1941: Abrechnung in Shanghai (The Shanghai Gesture)
- 1942: The Pied Piper
- 1942: Sechs Schicksale (Tales of Manhattan)
- 1942: Casablanca
- 1943: Liebesleid (The Constant Nymph)
- 1943: Das zweite Gesicht (Flesh and Fantasy)
- 1943: Liebeslied der Wüste (The Desert Song)
- 1943: Das Lied von Bernadette (The Song of Bernadette)
- 1944: Wilson
- 1944: Haben und Nichthaben (To Have and Have Not)
- 1945: A Bell for Adano
- 1946: Freibeuter der Liebe (Pétrus)
- 1947: Hafen der Versuchung (Temptation Harbour)
- 1947: Das Boot der Verdammten (Les Maudits)
- 1948: Die Schenke zum Vollmond (Dédée d’Anvers)
- 1948: Einsamer Sonntag (Sombre dimanche)
- 1949: Die Liebenden von Verona (Les Amants de Vérone)
- 1949: Die Hafenbar von Marseille (Hans le marin)
- 1949: So endete eine Dirne (Maya)
- 1950: Der schwarze Jack (Black Jack)
- 1950: Der Schmugglerring von Marseille (Porte d’Orient)
- 1951: An der Riviera (On the Riviera)
- 1951: Hübsch, jung und verliebt (Rich, Young and Pretty)
- 1951: Musik in Monte Carlo (Nous irons à Monte-Carlo)
- 1952: Männer machen Mode (Lovely to Look At)
- 1952: Die lustige Witwe (The Merry Widow)
- 1952: Schnee am Kilimandscharo (The Snows of Kilimanjaro)
- 1952: Mein Sohn entdeckt die Liebe (The Happy Time)
- 1953: Blondinen bevorzugt (Gentlemen Prefer Blondes)
- 1953: Flug nach Tanger (Flight to Tangier)
- 1954: Das blonde Glück (Lucky Me)
- 1954: Sabrina
- 1954: Nächte in Lissabon (Les Amants du Tage)
- 1955: Razzia in Paris (Razzia sur la chnouf)
- 1955: Die Hölle von Dien Bien Phu (Jump into Hell)
- 1955–1956: Casablanca (Fernsehserie, vier Folgen)
- 1956: Broadway-Zauber (Anything Goes)
- 1957: 10.000 Schlafzimmer (Ten Thousand Bedrooms)
- 1957: China-Legionär (China Gate)
- 1957: Zwischen Madrid und Paris (The Sun Also Rises)
- 1957: Luftfracht Opium (Tip on a Dead Jockey)
- 1958: Lafayette Escadrille
- 1958: Urlaubsschein nach Paris (Vacances à Paris)
- 1958: Peter Gunn (Fernsehserie, Folge 1x14)
- 1959: Maverick (Fernsehserie, Folge 2x15)
- 1959: Über den Gassen von Nizza (The Man Who Understood Women)
- 1959: Bettgeflüster (Pillow Talk)
- 1960: Can-Can
- 1960: Der Panther wird gehetzt (Classe tous risques)
- 1960: Nur wenige sind auserwählt (Song Without End)
- 1960: 77 Sunset Strip (Fernsehserie, zwei Folgen)
- 1961: Der Teufel kommt um vier (The Devil at 4 O’Clock)
- 1962: Jessica
- 1962: Cartouche, der Bandit (Cartouche)
- 1962: Der Liftboy vom Palasthotel (Le Petit garcon de l’ascenseur)
- 1962: Der Teufel und die Zehn Gebote (Le Diable et les Dix Commandements)
- 1963: Die Totenliste (The List of Adrian Messenger)
- 1963: Die Hafenkneipe von Tahiti (Donovan’s Reef)
- 1964: Frank Patton ruft Küstenwache 5-8-3 (À couteaux tirés)
- 1964: Monsieur Cognac (Wild and Wonderful)
- 1964: Ich war eine männliche Sexbombe (Un monsieur de compagnie)
- 1964: Tim und Struppi und die blauen Orangen (Tintin et les oranges bleues) (Sprechrolle)
- 1965: Lady L
- 1966: Paris ist voller Liebe (Made in Paris)
- 1966: Wie klaut man eine Million? (How to Steal a Million)
- 1966: Der Schlaufuchs (Tendre Voyou)
- 1967: Die 25. Stunde (La Vingt-cinquième Heure)
- 1967: Das älteste Gewerbe der Welt (Le Plus Vieux Métier du monde)
- 1968: Der türkisfarbene Bikini (How Sweet It Is!)
- 1969: Alexandria – Treibhaus der Sünde (Justine)
- 1968: Liebe macht lustig, Liebe tut weh (L’amour c’est gai, l’amour c’est triste)
- 1970: Catch-22 – Der böse Trick (Catch-22)
- 1970: Die große weiße Hoffnung (The Great White Hope)
- 1973: Punition – Ausgepeitscht (La Punition)
- 1973: Die Abenteuer des Rabbi Jacob (Les Aventures de Rabbi Jacob)
- 1974: Wann sehen wir uns wieder, Grelu? (Ursule et Grelu)
- 1975: Das Biest (La Bête)
- 1975: Wenn das Fest beginnt … (Que la fête commence)
- 1975: Trop c’est trop
- 1975: Die Eingeweihten von Eleusis (Les compagnons d’Eleusis) (Fernsehserie, fünf Folgen)
- 1976: Brust oder Keule (L’Aile ou la Cuisse)
- 1977: Familienfest (La Communion solennelle)
- 1978: Ein Kapitel Liebe (Une page d’amour)
- 1978: Der kleine Spinner mit dem großen Socken (Chaussette surprise)
- 1980: Die Superhexe der Liebesinsel (Brigade mondaine: Vaudou aux Caraïbes)
- 1982: Les longuelune (Fernsehfilm)